# Rags to riches
Rags to riches（ラグストゥリッチーズ 立身出世）は無一文（貧乏）から大金持ちになった、卑賤より身を起こした人物のこと。名声を得ること。 これは文学や大衆文化に共通する型である 。

## 20世紀以前のフィクションの例
- 童話のシンデレラ やアラジン
- チャールズ・ディケンズ
- アーサー王の円卓の騎士

## 歴史的な事例
- ディオクレティアヌス
- ジンギスカン
- レオ3世 (ローマ教皇)
- グレゴリウス7世 (ローマ教皇
- チャンドラグプタ_(マウリヤ朝)
- マフムード (ガズナ朝)
- バイバルス
- 劉邦や洪武帝
- 宣帝 (漢)
- 光武帝
- ナーディル・シャー
- 豊臣秀吉
- 魏忠賢

## 現代

### 人物
- シェルドン・アデルソン
- ジム・キャリー (俳優)
- アンドリュー・カーネギー [1]
- ショーン・コネリー[2]
- 李嘉誠 (実業家)[1]
- ラルフ・ローレン (ファッションデザイナー)[1]
- ベニート・ムッソリーニ
- サラ・ジェシカ・パーカー(女優)[1]
- ジョン・ロックフェラー (実業家)[1]
- J・K・ローリング(作家)[2]
- ダニー・トレホ (俳優)
- オプラ・ウィンフリー[1] – （司会者兼プロデューサー）.[3]
- ヨシフ・スターリン
- ナタリア・ヴォディアノヴァ(スーパーモデル)
- チャールズ・チャップリン（俳優）

### アートやメディア

#### テレビや映画
- - ロッキー (映画)、 
  -  大逆転、
  - ウルフ・オブ・ウォールストリート
  - マイ・フェア・レディ
  - スカーフェイス (映画)
  - 幸せのちから (映画)
  - グッドフェローズ
  - チャールズ-チャップリンは黄金狂時代
  - しあわせの隠れ場所
  - スラムドッグ$ミリオネア
  - ミリオンダラー・アーム。
- クイズ番組はザ・プライス・イズ・ライト フー・ウォンツ・トゥ・ビ
- リアリティ番組は アメリカン-アイドルシー。
- クリス-ガードナーの幸せのちから (映画)。[4]

#### コンピュータゲーム
- ビデオゲームは コモド64、グランド-セフト-オート-IV